# Resolutie 9 Veiligheidsraad Verenigde Naties
Resolutie 9 van de Veiligheidsraad van de Verenigde Naties werd unaniem aangenomen op de 76ste bijeenkomst van de VN-Veiligheidsraad op 15 oktober 1946. Het was de negende resolutie van het eerste werkjaar van de Raad.

## Achtergrond
De oprichting van het Internationaal Gerechtshof werd, net als de andere organen van de VN, vastgelegd in het Handvest van de Verenigde Naties.
De statuten van het Internationaal Gerechtshof stelden in artikel °35 paragraaf °2 dat de voorwaarden onder welke het Hof toegankelijk is voor niet-leden vastgelegd zouden worden door de Veiligheidsraad en dat deze voorwaarden in geen geval de partijen in ongelijke posities mochten plaatsen tegenover het Hof.

## Inhoud
De Veiligheidsraad besloot zoals vastgelegd in de statuten van het Internationaal Gerechtshof en onder de daar gestelde voorwaarden:
1. Het Internationaal Gerechtshof zou toegankelijk zijn voor een niet-lidstaat van dit Hof, mits deze staat op voorhand een verklaring zou neerleggen bij het Hof waarin de staat de jurisdictie van het Hof aanvaardde, de beslissingen naleefde en alle verplichtingen van de lidstaten uit artikel °94 van het Handvest aanvaardde.
2. Deze verklaring kon zijn:
  - voor een specifieke twist of twisten die reeds aan de gang waren;
  - in het algemeen voor twisten of klassen van twisten die al aan de gang zijn of in de toekomst konden opduiken. In dit geval moest de verklaring voldoen aan artikel °36 paragraaf °2 van de statuten[1].
3. De originele verklaringen zouden door het Hof worden bewaard. Kopieën zouden worden verzonden naar alle lidstaten van het Hof, staten die een verklaring hadden neergelegd en aan de Secretaris-Generaal van de Verenigde Naties.
4. De Veiligheidsraad behield zich het recht voor om deze resolutie te herroepen of te amenderen met een resolutie die naar het Hof zou worden gestuurd, waarna de bestaande verklaringen zouden vervallen tenzij de betrokken twist reeds in behandeling zou zijn.
5. Alle vragen inzake de geldigheid of het effect van een verklaring waren voor het Hof.

## Verwante resoluties
- Resolutie 11 Veiligheidsraad Verenigde Naties stelde de voorwaarden waaronder Zwitserland lid kon worden van het Internationaal Gerechtshof.

Lijst ·  1 ·  2 ·  3 ·  4 ·  5 ·  6 ·  7 ·  8 ·  9 ·  10 ·  11 ·  12 ·  13 ·  14 ·  15